# Krasnoje Pole (Kraj Krasnodarski)
Krasnoje Pole (ros. Красное Поле) – osiedle w Rosji, w Kraju Krasnodarskim, w rejonie kurganińskim. W 2010 liczyło 737 mieszkańców.